# Liste der Baudenkmäler in Glesch
Die Liste der Baudenkmäler in Glesch enthält die denkmalgeschützten Bauwerke auf dem Gebiet von Bergheim-Glesch in Nordrhein-Westfalen (Stand: April 2010). Diese Baudenkmäler sind in der Denkmalliste der Stadt Bergheim eingetragen; Grundlage für die Aufnahme ist das Denkmalschutzgesetz Nordrhein-Westfalen (DSchG NRW).

| Bild           | Bezeichnung                                            | Lage                                  | Beschreibung | Bauzeit                | Denkmal- nummer | Eintragung Aktenzeichen |
| -------------- | ------------------------------------------------------ | ------------------------------------- | --- | ---------------------- | --------------- | ----------------------- |
| weitere Bilder | Wasserwerk an der Elsdorfer Fließ                      | Lage                                  | Wasserwerk mit integriertem Wohnhaus, Gebäudegruppe mit unterschiedlich hohen, walmdachgedeckten Trakten, bekrönt von einem turmartigen, 4-seitigen Gebäudeteil mit 4-seitiger, ausschwingender Haube: rückwärtig flachgedeckter Anbau, die rechteckigen Fenster gliedern die Außenflächen, durch Sohlbankgesimse wird der vielgestaltige Bau gut proportioniert. | Um 1910                | 89              | 3. Sep. 1991 AZ: 169    |
| weitere Bilder | Abtshof                                                | Fieselerstraße 12 (12 a Scheune) Lage | Vierkanthof aus Backstein, Wohnhaus traufständig zur Straße an einer Seite des Gevierts liegend, seitlich anschließender Wirtschaftstrakt, darin die korbbogige Einfahrt; Wohnteil 1-geschossig, 5-achsig, überdimensionales Zwerchhaus über mittleren 3 Achsen mit Schweifgiebel und stehendem Ovalfenster; Mitteleingang mit Oberlicht, weit eingezogen, beidseitig 2 stichbogige Fensteröffnungen mit Werksteinsohlbänken, Sockel abgesetzt, mit links vom Eingang freiliegendem Kellerfenster; Absetzungen in gelbem Ziegelmaterial, oberhalb der Stürze, abgeschlossen durch Blendrahmen mit Rechteckquerschnitt, am Drempelgesims, an der reich gestuften Traufzone und am Giebel. Die Hausnummer 12 a: Umgebaute, denkmalgeschützte Scheune zu Wohnzwecken. | Anfang 20. Jahrhundert | 88              | 2. Sep. 1991 AZ: 166    |
| weitere Bilder |                                                        | Fieselerstraße 16 Lage                | 1-geschossiges, traufständig zur Straße liegendes Backsteinwohnhaus, 1-seitig an das repräsentative Anwesen Nr. 18 anschließend, an der anderen Seite mit niederem Fachwerkwirtschaftstrakt, darin die breitrechteckige Einfahrt, die zugleich auch den Eingang ins Wohnhaus erschließt; an der straßenseitigen Traufseite 3 stichbogige Fenster mit durch gelbes Ziegelmaterial betonten Stürzen und Sohlbänken; aufwendig gestaltete Traufzone; evtl. besteht ein Zusammenhang mit dem großen Hof Fieseler Straße 18. | Ende 19. Jahrhundert   | 112             | 15. Juli 1992 AZ: 167   |
| weitere Bilder |                                                        | Fieselerstraße 18 Lage                | In der Mitte der Gebäudefront liegendes, zweigeschossiges Backsteinwohnhaus, zeichnet sich durch reichhaltige Ausstattung und Originalsubstanz aus. Dazu gehören Treppenhaus, Fußböden, Keller. Auch der Außenbau blieb unverändert. Repräsentativ gestaltet durch den Treppenfries am straßenseitigen Giebel zeigen die stichbogigen Fenster originale Versprossung und der Eingang das originale Türblatt. Beide Anbauten wurden in ihrer Gestaltung diesem Wohnhaus angeglichen, so dass heute eine einheitliche Front den Hof charakterisiert. Die rückwärtige Scheune, aus Umbau und Zusammenfügung mehrerer Wirtschaftsgebäude entstanden, zeigt Teile einer Quertennenscheune des 18. Jahrhunderts. | Um 1900                | 222             | 5. März 1996 AZ: 168    |
| weitere Bilder | Wegekreuz in der Grünanlage                            | Lage                                  | Etwa 4,5 m hoch, Material Sandstein, auf hochrechteckigem Sockel hochrechteckiger Schaft mit abschließendem, reliefiertem Girlandenfries, darauf Aufsatz mit Konsole, von Kruzifix mit Metallkorpus bekrönt; am Schaft sind noch Spuren einer ehemals vorhandenen Inschriftplatte erkennbar. | Ende 19. Jahrhundert   | 108             | 10. Juni 1992 AZ: 174   |
| weitere Bilder | Sog. Stamshof                                          | Grevenbroicher Straße 28 Lage         | Ehemaliger Rittersitz, 1577 von der Familie von Stam an die von Lülsdorf, 1726 an die Abtei Altenberg; großes, repräsentatives, 5-flügeliges Anwesen mit 2 Erweiterungstrakten an der Südostseite; Wohnhaus 2-geschossig, verputzt, in Ecklage. Der durch 3 Achsen symmetrisch gegliederte Giebel hat eine seitlich anschließende Hofmauer mit korbbogiger Durchfahrt, in deren Sturz sich eine Wappenkartusche mit dem Wappen des Altenberger Abtes Franziskus Cramer befindet. Eingang mit quergeteiltem, barockem Türblatt; Backsteinwirtschaftsgebäude unterschiedlicher Höhe ergänzen das Wohnhaus zu einem großen landw. Anwesen, eine weitere Durchfahrt befindet sich an der Südostseite. | 1777                   | 111             | 7. Juli 1992 AZ: 173    |
| weitere Bilder | Pfarrhaus                                              | Heinemannstraße 20 Lage               | 2-geschossiges Backsteingebäude, aus der Flucht weit zurückliegend, Vorgarten durch Backsteinmauer umfriedet; beide Traufseiten 5-achsig, eine Giebelseite mit Scheinfenstern; Schaufassade mit betonter Gebäudemitte, durch flachen, in rötlichem Ziegelmaterial ausgeführten Mittelrisalit, darin im Erdgeschoss der stichbogige Eingang mit Oberlicht und einem spitzbogigen Mauerfeld oberhalb des Sturzes. | Ende 19. Jahrhundert   | 79              | 12. Juni 1991 AZ: 160   |
| weitere Bilder |                                                        | Peringser Straße 5 Lage               | Fassadenüberformung aus dem Ende des 19. Jh.; in geringem Abstand zum Nachbarhaus Nr. 3 gelegen; giebelständiges, 2-geschossiges Fachwerkhaus mit seitlich traufständig anschließendem Wirtschaftstrakt; die Giebelfassade aus geblendetem Backsteinmauerwerk, wahrscheinlich Ende des 19. Jh. überformt, Fenster stichbogig, oberhalb der Stürze Blendrahmen mit Rechteckquerschnitt, dazw. Flächenrelief aus hochkant vermauerten Backsteinen, geschweifte Sohlbänke aus Werkstein; besonders aufwendig der Giebel mit weit heruntergezogenem Treppenfries. | 18. Jahrhundert        | 71              | 13. März 1991 AZ: 162   |
| weitere Bilder |                                                        | Peringser Straße 11 Lage              | 1-geschossiges, ländliches Wohnhaus, teilweise Fachwerk, an der straßenseitigen Traufseite Backstein, integrierter Wirtschaftstrakt; Wohnteil 4-achsig, seitlicher, stichbogiger Eingang mit neuem Türblatt in der 2. Achse, Fenster ebenfalls stichbogig, geschweifte Sohlbänke, abgesetzter, verputzter Sockel; Gliederung der Fassade durch Absetzungen in gelben und roten Ziegelmaterial, im Bereich der Fensterstürze, die nach oben durch einen Blendrahmen mit Rechteckquerschnitt abgeschlossen sind, dazwischen ein Flächenrelief aus hochkant vermauerten Backsteinen, ebenso abgesetzt die Traufzone mit Zahnschnitt; der kurze, seitliche Wirtschaftstrakt wird fast gänzlich von der korbbogigen Einfahrt eingenommen, auch hier Gliederung durch rotes und gelbes Ziegelmaterial.                                                                                          | Ende 19. Jahrhundert   | 84              | 31. Juli 1991 AZ: 163   |
| weitere Bilder |                                                        | Zum Erftufer 4 Lage                   | Der Wohnteil ist 4-achsig mit leicht außermittigem, stichbogigem Eingang. Daran befindet sich 1-seitig ein 2-achsiger Wirtschaftstrakt mit einer heute veränderten, stichbogigen Durchfahrt. Ein Keilstein in der Bogenmitte weist auf das Erbauungsjahr des Gebäudes hin. Durch 3-fach gestufte Gewände der stichbogigen Öffnungen, durch das weit vorstehende Geschossgesims, sowie durch die gestufte Traufzone und die gliedernden Lisenen zwischen den Obergeschossfenstern wirkt die Fassade sehr bewegt. | 1869                   | 29              | 15. März 1989 AZ: 86    |
| weitere Bilder |                                                        | Zum Erftufer 6 Lage                   | Backsteinhofanlage, Wohnhaus mit integriertem Wirtschaftsteil, traufständig zur Straße, eine Seite des Gevierts einnehmend; Wohnteil 4-achsig mit jeweils 2 paarweise angeordneten Fensterachsen, alle Öffnungen stichbogig, im OG deutlich kleiner als im EG (evtl. Überformung eines älteren Gebäudes), abgesetzter, verputzter Sockel, beidseitig Gebäudeenden durch Lisenen abgegrenzt; Gliederung durch gelbes Ziegelmaterial im Bereich der Fensterstürze, der Sohlbände und der gestuften Traufzone mit Zahnschnitt; die abschließenden Lisenen sind ebenfalls durch gelbe Ziegel abgesetzt; anschließend Wirtschaftstrakt mit großer, korbbogiger Durchfahrt. | 1908                   | 72              | 13. März 1991 AZ: 161   |
| weitere Bilder |                                                        | Zum Erftufer 8 Lage                   | ?-geschossiges, völlig verputztes Gebäude mit Krüppelwalmdach und auffällig breiten Giebelseiten; 4-seitig verputzt, Sockel in unterschiedlicher Höhe abgesetzt, Traufseite durch ein großes, mittiges Zwerchhaus betont; traufseitig 5 hochrechteckige Öffnungen mit Putzrahmen, Fenster mit Sohlbänken, Eingang in der Mittelachse; freiliegende Giebelseite mit gleichmäßig aufgereihten, neu eingebrochenen hochrechteckigen Fenstern, eine Reihe Zuganker; an der zur Straße Am Gottesacker gewandten Giebelseite schließt seitlich ein traufständiges, verputztes Wirtschaftsgebäude an, daran ein Backsteintrakt mit Treppengiebel von um 1930 (ehemaliges Kino). | Nach 1840              | 75              | 18. März 1991 AZ: 159   |
| weitere Bilder | Katholische Pfarrkirche St. Kosmas und Damian          | Lage                                  | 3-schiffige Hallenkirche aus Backstein mit regelmäßig angeordneten Tuffbändern, eingestelltem, 4-seitigem, 3-geschossigen Westturm mit 8-seitiger Haube, gerade geschlossenem, kaum aus der Flucht der Seitenschiffe herausragendem Querhaus, höher als der Hallenraum, ebenso der 3-teilige Chor mit Fünfachtelschluss; Turm des 16. Jh. mit Westportal und darüber liegendem, 2-bahnigen Maßwerkfenster; an der Nordseite Treppenturm; die beiden OG an drei Seiten mit 3-bahnigen Maßwerkblenden, am oberen Abschluss spitzbogige Klangfenster; Seitenschiffe mit 3 abgewalmten Querdächern, gliedernden Strebepfeilern, 2-bahnigen Fenstern, rechteckiger Eingang an der Südseite; die Teile des späten 19. Jh. in den Formen angeglichen, höher, Dachreiter über der Vierung; älterer Teil im Inneren kreuzrippengewölbt, Scheidbögen auf Rundpfeilern, Gewölbeansätze auf Konsolen. | ab 1493                | 36              | 23. März 1989 AZ: 95    |
| weitere Bilder | Katholische Pfarrkirche St. Kosmas und Damian/Kirchhof | Lage                                  | Auf dem Kirchhof befinden sich diverse Grabplatten, Sandsteingrabplatten, Volutenkreuze, Basaltkreuze aus dem 17. Jahrhundert, sowie die vollplastische Figur eines kreuztragenden Ordensbruders. Deshalb bedeutend für die Geschichte des Menschen und erhaltenswert aus wissenschaftlichen, besonders ortsgeschichtlichen Gründen. |                        | 174             | 9. Juni 1994 AZ: 281    |
| weitere Bilder | Holzkreuz                                              | Frankenstraße Lage                    | In der Frankenstraße in Glesch befindet sich ein Holzkreuz mit den Leidenssymbolen. Das Eichenholzkreuz hat die Maße Höhe 335 cm, Breite 165 cm, Tiefe 13,5 cm. Die Tradition der Holzkreuze ist in der hiesigen Region nur in wenigen seltenen Fällen noch erhalten geblieben. Die Aufstellung von haltbareren Steinkreuzen wurde spätestens seit dem 18. Jahrhundert bevorzugt vorgenommen. Dies unterstreicht die besondere Bedeutung dieses Kreuzes für das Bergheimer Gebiet, insbesondere auch für den Ortsteil Glesch. | 1804                   | 52              | 6. Dez. 1989 AZ: 115    |